# Eddie Money (album)
Eddie Money è il primo ed eponimo album in studio del cantante statunitense Eddie Money, pubblicato nel 1977.

## Tracce
1. Two Tickets to Paradise – 3:57 (Eddie Money)
2. You've Really Got a Hold on Me – 3:49 (Smokey Robinson)
3. Wanna Be a Rock 'n' Roll Star – 3:58 (Money, Chris Solberg)
4. Save a Little Room in Your Heart for Me – 4:52 (Money)
5. So Good to Be in Love Again – 4:11 (Money, Jimmy Lyon)
6. Baby Hold On – 3:30 (Money, Lyon)
7. Don't Worry – 3:43 (Money, Lyon)
8. Jealousys – 3:57 (Money, Lyon)
9. Got to Get Another Girl – 3:25 (Money, Lyon, John Nelson)
10. Gamblin' Man – 3:58 (Money, Dan Alexander, Lyon)

## Formazione
- Eddie Money – voce, tastiera, armonica, sassofono
- Jimmy Lyon – chitarra
- Gary Mallaber – batteria, percussioni
- Lonnie Turner – basso
- Gene Pardue – batteria
- Bob "Pops" Popwell – bass guitar
- Tom Scott – sassofono alto, sassofono tenore
- Alan Pasqua – tastiera
- Randy Nichols – tastiera, sintetizzatore, cori
- Freddie Webb – tastiera
- Kevin Calhoun – percussioni
- Jo Baker – voce (traccia 6)

## Classifiche
| Classifica (1977-1978) | Posizione massima |
| ---------------------- | ----------------- |
| Stati Uniti            | 37                |